# Andriej Tierieszyn
Andriej Władimirowicz Tierieszyn, ros. Андрей Владимирович Терешин (ur. 15 grudnia 1982) – rosyjski lekkoatleta specjalizujący się w skoku wzwyż. 
W 2001 roku zajął 6. miejsce na mistrzostwach Europy juniorów. Pierwszy znaczący sukces w karierze odniósł latem 2003 roku srebrnego medalu młodzieżowych mistrzostw Europy. Kilka tygodni później był szósty podczas uniwersjady w Daegu. W 2005 był ósmy na halowych mistrzostwach Europy oraz nie awansował do finału mistrzostw świata. Dwa sezony później był finalistą halowych mistrzostw Europy oraz ponownie nie awansował do finału mistrzostw świata. Na halowych mistrzostwach świata w Walencji (2008) oraz na mistrzostwach świata w Berlinie (2009) nie udało mu się awansować do finału. Medalista mistrzostw Rosji oraz reprezentant kraju w pucharze Europy.
Rekordy życiowe: stadion – 2,34 (17 czerwca 2007, Warszawa); hala – 2,36 (17 lutego 2006, Moskwa). 

## Osiągnięcia
| Rok  | Impreza                             | Miejsce    | Pozycja           | Wynik |
| ---- | ----------------------------------- | ---------- | ----------------- | ----- |
| 2001 | Mistrzostwa Europy juniorów         | Grosseto   | 6. miejsce        | 2,11  |
| 2003 | Młodzieżowe mistrzostwa Europy      | Bydgoszcz  | 2. miejsce        | 2,27  |
| 2003 | Uniwersjada                         | Daegu      | 6. miejsce        | 2,20  |
| 2005 | Halowe mistrzostwa Europy           | Madryt     | 8. miejsce        | 2,24  |
| 2005 | Mistrzostwa świata                  | Helsinki   | el. – 11. miejsce | 2,14  |
| 2006 | Halowe mistrzostwa świata           | Moskwa     | 2. miejsce        | 2,35  |
| 2007 | Halowe mistrzostwa Europy           | Birmingham | 7. miejsce        | 2,20  |
| 2007 | Superliga pucharu Europy            | Monachium  | 2. miejsce        | 2,30  |
| 2007 | Mistrzostwa świata                  | Osaka      | el. – 24. miejsce | 2,23  |
| 2007 | Światowe wojskowe igrzyska sportowe | Hajdarabad | 1. miejsce        | 2,26  |
| 2008 | Halowe mistrzostwa świata           | Walencja   | el. – 11. miejsce | 2,24  |
| 2009 | Mistrzostwa świata                  | Berlin     | el. – 18. miejsce | 2,24  |